# Protosuchus
Protosuchus è un genere estinto di rettili, appartenente ai crocodilomorfi, vissuto nel Giurassico inferiore (circa 200 milioni di anni fa). I suoi resti sono stati rinvenuti in Arizona, Nordamerica, insieme ad altri dinosauri. 

## Caratteristiche generali
Alto sulle zampe e compiutamente terrestre, il protosuco non assomigliava molto ai coccodrilli odierni. Rispetto agli antichi sfenosuchi (Sphenosuchia), il protosuco aveva comunque un aspetto più “da coccodrillo”, e alcune sue caratteristiche, in particolare del cranio, anticipano già le forme successive. La testa era piuttosto corta, e sulla mandibola erano presenti due lunghi denti caniniformi che andavano a incastrarsi in apposite fossette presenti sulla mascella superiore. Le corte mascelle si allungavano verso l'interno con i muscoli posizionati all'indietro, per poter spalancare le fauci più che poteva. Le zampe, lunghe e snelle, erano adatte alla vita sulla terraferma, e la lunga coda bilanciava il resto del corpo. Quest'ultimo era coperto da una duplice armatura ossificata lungo il dorso, che decorreva fino alla fine della coda. Tra la cavità del naso e quella della bocca si presentava un osso divisorio, il quale doveva permettere al protosuco di respirare e mangiare. Lungo circa un metro, il protosuco (il cui nome significa “coccodrillo antico”) era probabilmente un predatore di piccoli animali terrestri. Tra le specie più note di protosuco, da ricordare Protosuchus richardsoni dell'Arizona.